# دانيال كارتر
دانيال كارتر (بالإنجليزية: Danielle Carter)‏ (18 مايو 1993 بإنجلترا في المملكة المتحدة - ) هي لاعبة كرة قدم بريطانية في مركز الهجوم. شاركت مع منتخب إنجلترا تحت 17 سنة للسيدات لكرة القدم ومنتخب إنجلترا تحت 19 سنة للسيدات لكرة القدم ومنتخب إنجلترا تحت 20 سنة للسيدات لكرة القدم ‏ ومنتخب إنجلترا تحت 23 سنة للسيدات لكرة القدم ومنتخب إنجلترا لكرة القدم للسيدات. أما مع النوادي، فقد لعبت مع نادي أرسنال للسيدات ونادي أرسنال.

## وصلات خارجية
- دانيال كارتر على موقع الاتحاد الدولي (مؤرشف)  (الإنجليزية)
- دانيال كارتر على موقع الاتحاد الأوربي (الإنجليزية)
- دانيال كارتر على موقع قاعدة بيانات كرة القدم.إي يو (الإنجليزية)
- دانيال كارتر على موقع Soccerway.com (الإنجليزية)